# Megadeth
Megadeth est un groupe de thrash metal américain, originaire de Los Angeles, en Californie, formé en 1983 par le guitariste Dave Mustaine et le bassiste David Ellefson, peu après le renvoi de Mustaine de son précédent groupe, Metallica.
Après la stabilisation de la formation dans les années 1990, Megadeth fait paraître de nombreux disques certifiés disque de platine, dont le fameux Rust in Peace qui est responsable de la popularisation du groupe. En 2002, Megadeth est temporairement inactif à la suite des lésions au bras gauche de Mustaine. Cependant, le groupe revient en 2004, mais sans le bassiste David Ellefson, à cette période en conflit avec Dave Mustaine. Ellefson réintègre finalement le groupe en 2010, et y reste jusqu'en 2021.
En novembre 2018, le groupe recense environ 50 millions d'albums vendus à travers le monde.

## Biographie

### Création (1983-1984)
Peu après avoir été écarté du poste de guitariste soliste du groupe Metallica en 1983, officiellement en raison de conflits de personnalité et de ses problèmes liés à la consommation abusive d'alcool et de drogues, Dave Mustaine décide de fonder avec le bassiste David Ellefson le groupe Megadeth. La volonté de Dave Mustaine est simple, faire à tout prix de l'ombre à son ancien groupe.
Il déclarera d'ailleurs à la suite de son éviction de Metallica « Une seule chose m'obsédait : je voulais du sang… le leur. » Ils vont temporairement s'entourer du guitariste Greg Handevidt, et du batteur Dijon Carruthers. N'ayant trouvé personne pour chanter, c'est Dave qui occupera le poste de chanteur en plus d'être guitariste. Fin 1983, Greg Handevidt quitte le groupe pour former Kublai Khan et Dijon Carruthers est remplacé par Lee Rausch. C'est donc en tant que trio que le groupe enregistrera sa première démo au début de l'année 1984. Kerry King (guitariste du groupe Slayer) viendra prêter main-forte au groupe au poste de guitariste soliste durant les concerts. Par la suite, Lee Raush sera remplacé par Gar Samuelson et le groupe signe son premier contrat, chez Combat Records. En décembre 1984, Chris Poland, un ami de Gar Samuelson, intègre le groupe en tant que guitariste soliste.

### Débuts (1985-1989)
C'est donc avec cette composition que, au début de 1985, le groupe se lance dans l'enregistrement de leur tout premier disque : Killing Is My Business... and Business Is Good!. La moitié de l'argent alloué à la production de l'album fut utilisée par les membres du groupe pour s'acheter de la drogue, ce qui entraîna le départ de leur producteur. Le groupe décida donc d'autoproduire ce premier opus, ce qui explique en grande partie la qualité médiocre de l'enregistrement. Sur cet album on voit leur mascotte, Vic Rattlehead, une figure squelettique avec des caches métalliques sur les yeux et les oreilles et une bouche maintenue fermée. Vic Rattlehead apparaîtra par la suite sur presque tous les albums. Côté musical, on y trouve des guitares acérées et percutantes, des rythmes ultrarapides où la technique est plus que présente, ainsi que des textes profonds.
En 1986, le groupe se lance dans l'enregistrement du deuxième album. Mais déçus par le manque de moyens que leur offre leur label Combat Records, ils décident de signer chez une major, Capitol Records, et sortent Peace Sells... but Who's Buying? qui se vendra à plus d'un million d'exemplaires et fera de Megadeth un groupe incontournable du thrash. En 1987, après une tournée du groupe à Hawaii, Chris Poland est écarté de la formation (accusé selon Mustaine d'avoir vendu du matériel pour acheter de la drogue, ce dernier lui dédiera d'ailleurs la chanson Liar lors d'un concert) tout comme Gar Samuelson. Ils seront remplacés en 1987 par Jeff Young à la guitare et par Chuck Behler, ancien drum tech de Samuelson, à la batterie. C'est avec cette composition que le groupe enregistrera son troisième album : So Far, So Good... So What! en 1988, qui connaît un succès commercial important malgré de mauvaises critiques. En raison de tensions entre les différents membres, Jeff Young et Chuck Behler seront renvoyés du groupe la même année, après la tournée qui suivit la sortie de cet album.
Le groupe fera appel à Nick Menza, lui-même ancien drum tech de Behler, durant l'été 1989 pour tenir le poste de batteur. C'est durant cette période que Dave Mustaine est arrêté au volant de sa voiture, ivre et en possession de stupéfiants, après avoir accidenté la voiture d'un policier. Il sera condamné à suivre une cure de désintoxication. Le groupe, alors composé de seulement trois membres, enregistrera No More Mr Nice Guy, une reprise d'Alice Cooper, pour la bande originale du film Shocker ; il s'agit du seul enregistrement « officiel » du groupe en tant que trio. En février 1990 c'est le guitariste Marty Friedman (ex-Cacophony) qui prendra place de guitariste soliste au sein de Megadeth.

### Succès (1990-2002)

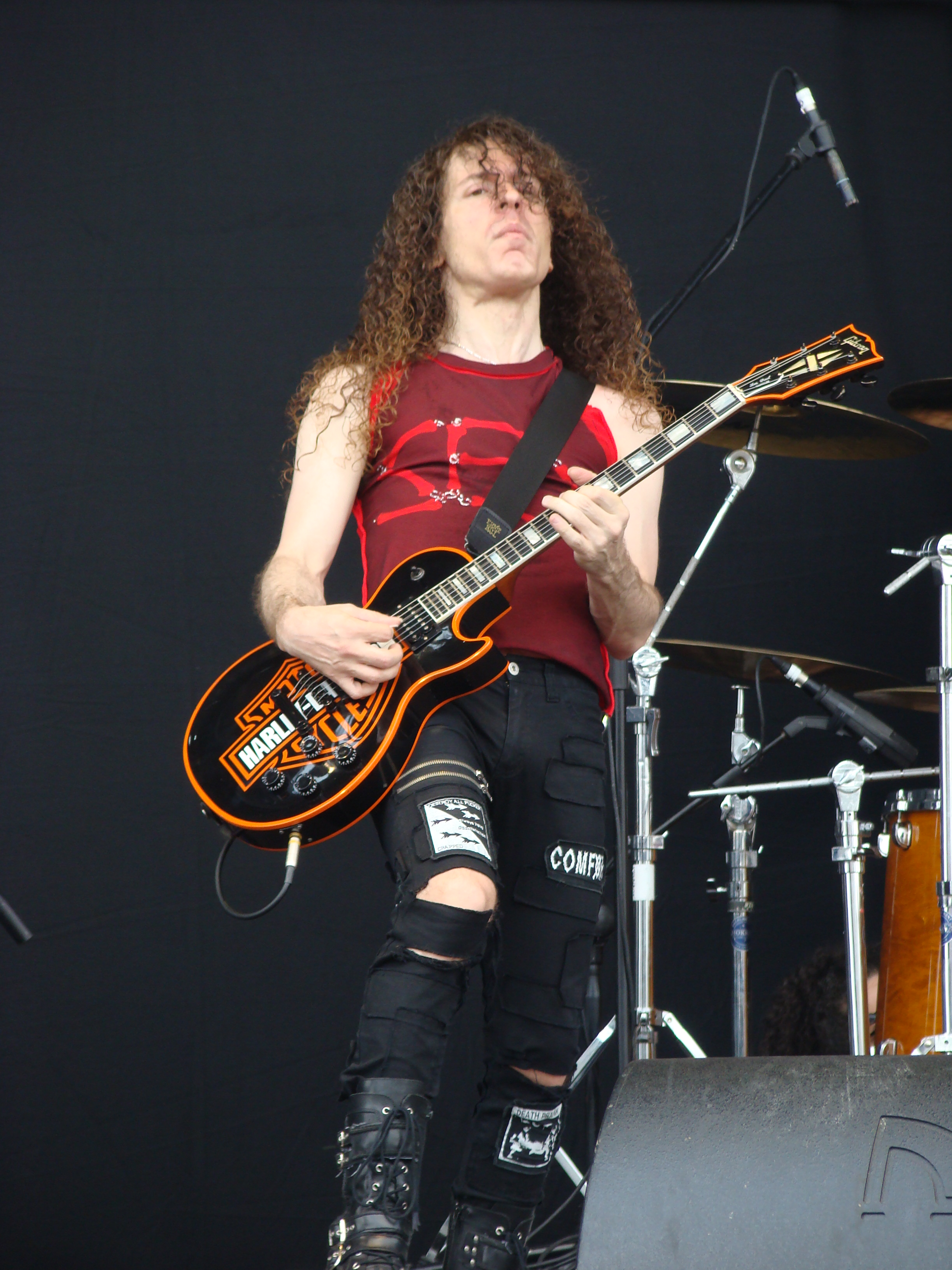
Marty Friedman, le guitariste du groupe de 1989 à 2000.

Cette nouvelle composition (qui va apporter succès et stabilité au groupe et qui sera très souvent considérée par les fans comme la meilleure de l'histoire du groupe) va entrer en studio en mars 1990 ; pour la première fois, le groupe est sobre, ce qui lui permet d'enregistrer leur nouvel album Rust in Peace dans une ambiance plus assidue qu'auparavant. Cet effort s'avère payant, puisque Rust in Peace s'impose comme étant l'album de la maturité, succès commercial et musical qui va être considéré comme l'un des plus grands albums de thrash, avec notamment ses 2 titres-phares que sont Holy Wars et Hangar 18, ainsi qu'avec l'excellent Tornado Of Souls. En 1992, le groupe continue sur sa bonne lancée, et sort Countdown to Extinction qui sera l'album le plus vendu de Megadeth, plus de deux millions d'exemplaires. Cet album, que Dave Mustaine considère comme sa meilleure production, marque un virage vers un thrash metal moins explosif et plus mélodieux, ainsi qu'un son plus orienté « heavy metal », avec des morceaux aux structures plus classiques et mieux adaptés à la diffusion radio et télévisée, ce qui explique en partie les excellentes ventes de cet opus. Le sixième opus du groupe, Youthanasia, sort en 1994. Il s'agit d'un album plus lent et mélodique que ses prédécesseurs, qui marque une rupture évidente avec les racines thrash habituelles du groupe. Néanmoins, malgré le scepticisme de certains fans de la première heure, cet album sera couronné de succès, notamment grâce aux singles Train of Consequences et À tout le monde (dont le refrain est en partie chanté en français).
Après une pause de trois ans, le temps pour Marty Friedman de publier deux albums solo, et pour MD.45 (le projet parallèle de Dave Mustaine) de sortir son seul et unique album, Megadeth revient avec Cryptic Writings, qui dans la continuité musicale de Youthanasia, sera le dernier album du groupe à obtenir un disque de platine. Le single Trust atteindra même la première place des charts américain (une première pour le groupe), l'autre single de l'album, Almost Honest, se plaçant à la deuxième place. Mais en 1998, Nick Menza découvre qu'il est atteint d'une tumeur au genou et doit donc quitter le groupe. C'est alors Jimmy DeGrasso, batteur qu'avait côtoyé Dave Mustaine au sein de MD.45, qui rejoint le groupe pour le remplacer. Trouvant rapidement ses marques au sein de la formation, il fut préféré à Nick Menza qui ne fut pas invité à réintégrer le groupe après sa guérison.
Un an plus tard, le groupe sort Risk, dans lequel le groupe a voulu expérimenter un style différent et plus mélodique. Mais, bien qu'il soit sacré disque d'or, l'album est un échec commercial et fut souvent décrié par les fans du groupe. Peu de temps après, Marty Friedman annonce son départ de la formation. Selon ses propres termes, il désapprouvait la nouvelle direction musicale prise par Megadeth dans ce dernier album. Un best of sort en 2000, Capitol Punishement : The Megadeth Years. La même année, le groupe signe un nouveau contrat avec Sanctuary Records et Al Pitrelli prend la place de Marty Friedman. Avec son nouveau guitariste soliste, le groupe publie en 2001 The World Needs a Hero, qui renoue avec le style qui fit le succès de Megadeth au début des années 1990, sans pour autant rencontrer le même enthousiasme. Dave rendra le téléchargement illégal sur le Net responsable des mauvais chiffres de ventes du disque. Un live (DVD et un double-CD) sortira un an plus tard sous le nom de Rude Awakening, où l'on peut assister au dernier concert de la tournée.

### Séparation (2002–2003)
En janvier 2002, Mustaine est conduit à l'hôpital à cause de problèmes rénaux. Après son hospitalisation, Mustaine part immédiatement faire un bilan de santé dans une clinique au Texas. Là-bas, une neuropathie radiale du bras gauche sera détectée ; cette lésion a été causée lorsque Mustaine s'était assoupi sur son bras, ce qui a mené à une compression du nerf radial. Ainsi Mustaine se trouve dans l'incapacité de jouer.
Le 3 avril 2002, Mustaine annonce, lors d'une conférence de presse, sa séparation avec Megadeth, à la suite de sa blessure qui le handicape lourdement. Durant les quatre mois suivants, Mustaine subit une intense physiothérapie cinq jours par semaine. Lentement, Mustaine réussit à rejouer de la guitare, mais il est contraint de « ré-éduquer » sa main gauche. Obligé de suivre ses obligations contractuelles avec le label Sanctuary Records, Megadeth fait paraître une compilation, Still Alive... and Well? (en) le 10 septembre 2002. La première moitié de l'album contient des pistes en live enregistrées au Web Theatre de Phoenix (Arizona) le 17 novembre 2001, et la seconde moitié contient des pistes studio extraites de The World Needs a Hero.
Près d'un an de convalescence, impliquant physiothérapie et électrothérapie, Mustaine débute sur ce que devait être son premier album solo. Les titres sont enregistrés aux côtés de Vinnie Colaiuta et Jimmy Sloas (en) en octobre 2003, mais le projet reste en suspens du fait que Mustaine a accepté de remixer et de remasteriser ses huit albums (sept de Megadeth et celui de MD.45) parus chez Capitol Records. Mustaine enregistre de nouveau quelques parties musicales effacées.

### The System Has Failed(2004)

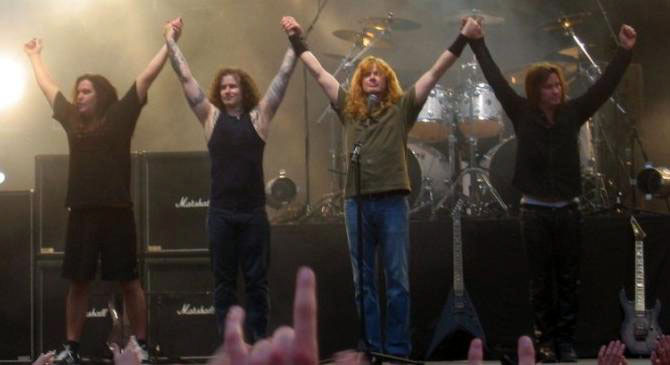
Membres de Megadeth de 2004 à 2006, de gauche à droite : Shawn Drover, James MacDonough, Dave Mustaine et Glen Drover.

En mai 2004, Mustaine repart sur ses nouveaux enregistrements solo, mais ses obligations contractuelles avec le label européen EMI le forcent à enregistrer un album Megadeth à la place. Par la suite, Mustaine décide de reformer le groupe, et contacte le « line-up Rust in Peace  préféré des fans » pour enregistrer les instruments manquants de ses pistes. Le batteur Nick Menza accepte de participer, mais Marty Friedman et Dave Ellefson sont incapables de trouver un arrangement avec Mustaine. Menza est renvoyé peu de temps après les répétitions avec le groupe. Mustaine explique que le batteur n'était pas assez préparé et que « ça ne marcherait simplement pas. » Nick est renvoyé chez lui quelques jours avant le début de la tournée promotionnelle du groupe pour leur nouvel album.
Concernant le départ du bassiste Ellefson, Mustaine explique qu'Ellefson affirmait que Mustaine feintait ses lésions au bras, et qu'il a donc lancé de fausses affirmations à la presse. Mustaine lui a cependant soumis une offre, qu'Ellefson a déclinée. L'album qui paraît ensuite est le premier opus de Megadeth sans Ellefson. Le guitariste Chris Poland, qui avait joué sur les deux premiers albums studio de Megadeth, est engagé par Mustaine pour les parties de guitare solo du nouveau disque. C'est la première fois que les deux artistes travaillent ensemble depuis le départ de Poland dans les années 1980. Poland opte uniquement pour rester en tant que musicien de studio, car il souhaite se concentrer en parallèle sur son projet de jazz fusion, OHM.
Le 14 septembre 2004, Megadeth fait paraître The System Has Failed au label Sanctuary Records aux États-Unis, et chez EMI en Europe. Heralded, critique au magazine Revolver, accueille favorablement l'album, avec en commentaire « le meilleur complexe musical, poignant et rancunier de Megadeth paru depuis l'album Countdown to Extinction en 1992. » L'album marque un retour aux origines. L'album débute à la 18e place du Billboard 200 présenté par le premier single Die Dead Enough, qui atteint la 21e place du classement Mainstream Rock. Mustaine annonce qu'il s'agit du dernier album du groupe, suivi d'une tournée, après laquelle il se focalisera véritablement sur sa carrière solo.
Megadeth entame la tournée Blackmail the Universe en octobre 2004, avec à ses côtés le bassiste James MacDonough de Iced Earth et du guitariste Glen Drover de Eidolon et de King Diamond. Durant les répétitions pour la tournée, le batteur Nick Menza se sépare du groupe, incapable de se préparer physiquement pour la tournée américaine. Il est remplacé par Shawn Drover cinq jours avant la première soirée. Drover reste finalement dans le groupe. Le groupe part pour une tournée dans tous les États-Unis aux côtés de Exodus, et plus tard en Europe, avec Diamond Head et Dungeon. En juin 2005, Capitol Records fait paraître une compilation des meilleurs titres du groupe, intitulée Greatest Hits: Back to the Start, présentant des versions mixées et remixées des chansons sélectionnées par les fans depuis leurs albums parus chez Capitol. Malgré une liste de titres majoritairement choisis par les fans, Mustaine décide en personne d'inclure le morceau Kill the King.

### Gigantour (2005–2006)

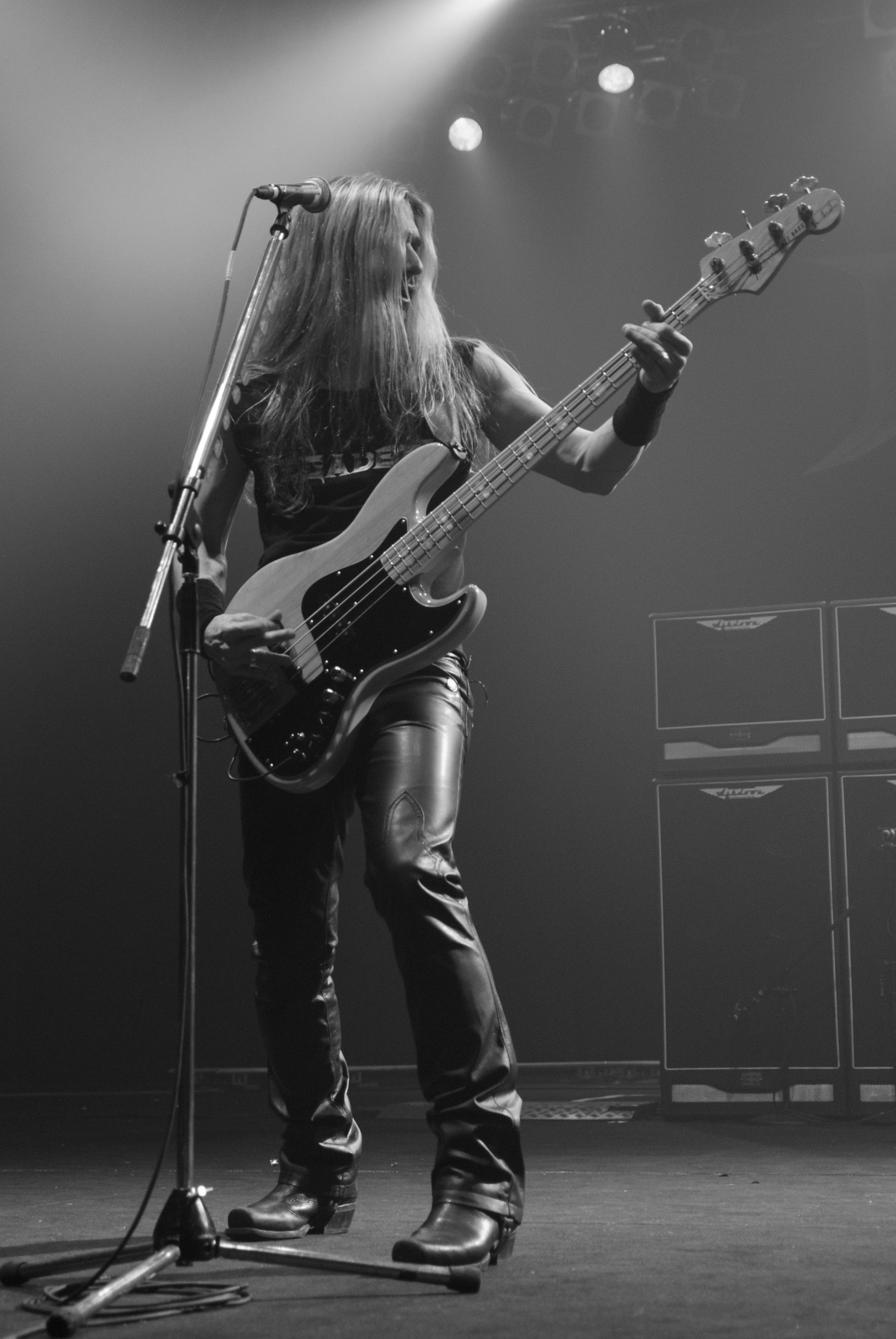
James LoMenzo, ancien bassiste de Megadeth de 2006 à 2010.

Mi-2005, Mustaine organise une tournée annuelle de heavy metal, nommée Gigantour. Megadeth l'inaugure aux côtés des groupes Dream Theater, Nevermore, Anthrax, et Fear Factory, parmi d'autres. Leurs performances à Montréal et à Vancouver sont filmées et enregistrées pour un CD/DVD live commercialisé durant la quatrième trimestre 2006. Le 9 octobre 2005, à la suite du succès de The System Has Failed et de la tournée mondiale Blackmail the Universe, Mustaine annonce sur scène, lors du festival Pepsi Music Rock en Argentine affiché complet, que Megadeth poursuivrait ses enregistrements et sa tournée. Ce concert se déroule au stadium Obras Sanitarias de Buenos Aires devant 25 000 fans, enregistré, puis commercialisé en format DVD sous le titre de That One Night: Live in Buenos Aires en 2007.
En février 2006, le joueur de basse James MacDonough se sépare du groupe à la suite de « différences personnelles ». Il est remplacé par le bassiste James LoMenzo, ancien membre des groupes David Lee Roth, White Lion et Black Label Society. Le 16 mars 2006, le nouveau lineup de Megadeth fait ses débuts en live au festival Dubai Desert Rock (en), qui se déroule aux Émirats arabes unis, aux côtés de Testament.
Le 21 mars 2006, Capitol Records fait paraître un double DVD intitulé Arsenal of Megadeth, présentant des archives de tournages, d'entrevues, de soirées, et de nombreux vidéoclips du groupe. À cause de problèmes de licence, les vidéos et pistes sonores connexes qui n'ont pas été distribuées chez Capitol Records ne sont pas incluses dans le DVD. La seconde moitié du Gigantour est lancé au troisième trimestre de 2006. Megadeth y participe aux côtés de Lamb of God, Opeth, Arch Enemy, et Overkill. L'édition 2006 présente également trois dates pour l'Australie, avec Soulfly, Arch Enemy, et Caliban.

### United Abominations(2007–2008)
En mai 2006, Megadeth annonce leur onzième album studio, United Abominations, qui est, à cette période, presque achevé. Bien que sa date de sortie soit prévue à l'origine pour octobre 2006, Mustaine révèle que le groupe « y ajoute sa touche finale » et reporte alors sa date de sortie pour mai 2007. Mustaine commente également : « Le metal a besoin de redevenir oldschool. Je crois que c'est fait. » United Abominations est le premier album présentant les membres Glen Drover, Shawn Drover, et James Lomenzo. En mars 2007, Dave Mustaine annonce que l'album présentera une nouvelle version du titre À tout le monde, intitulé À tout le monde (Set Me Free). La version 2007 est un duo avec Cristina Scabbia de Lacuna Coil ; il est enregistré avec un tempo légèrement plus rapide que la version originale et contient un solo plus long.

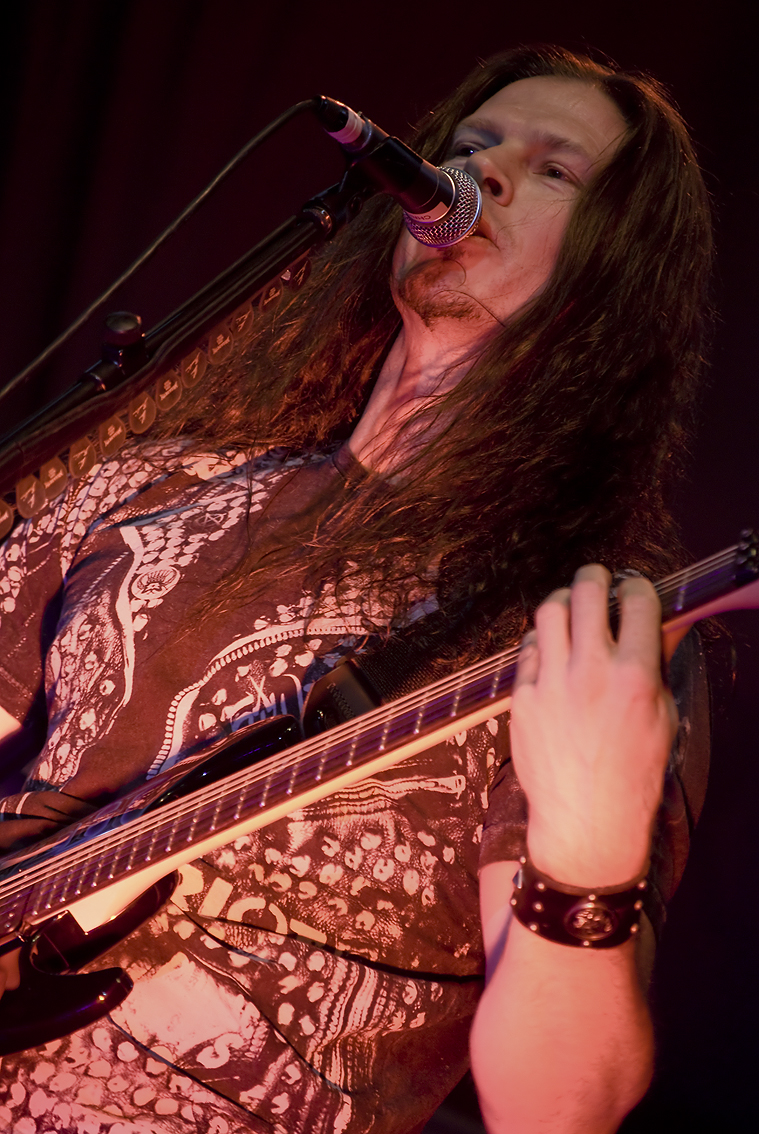
Le guitariste Chris Broderick rejoint Megadeth en 2008, replaçant Glen Drover.

United Abominations est commercialisé le 15 mai 2007 et débute à la 8e place du Billboard 200, avec 54 000 exemplaires vendus pendant sa première semaine après parution. En mars 2007, Megadeth entame une tournée nord-américaine aux côtés du nouveau lineup de Heaven and Hell. Ils participent aux côtés de Down pour les dates canadiennes, et avec Machine Head pour les dates américaines. Ils participent ensuite à une tournée européenne durant l'été. Au printemps 2007, Megadeth revient aux États-Unis pour la tournée Tour Of Duty. Au mois de novembre, Megadeth ramène le Gigantour jusqu'en Australie, avec un lineup composé de Static-X, DevilDriver et de Lacuna Coil.
En janvier 2008, Glen Drover quitte Megadeth pour apporter plus d'attention à sa famille. Drover avoue être épuisé par les fréquentes tournées du groupe, et qu'il souhaite passer plus de temps chez lui. Il mentionne également des raisons impliquant les autres membres de Megadeth. Drover est remplacé par Chris Broderick, ancien membre de Nevermore et Jag Panzer. Chris est initialement contacté par la société de management de Mustaine à la fin de 2007 pour une audition chez Megadeth. Broderick accepte et est invité pour un entretien chez Mustaine. À la suite de cet entretien, Chris devient officiellement le nouveau guitariste de Megadeth. Dave Mustaine complimente le talent de Broderick qu'il décrit comme « le meilleur guitariste que Megadeth a jamais eu. » L'ancien collègue du groupe Nevermore de Broderick, Van Williams, félicite Megadeth pour leur choix.
Le nouveau lineup fait ses débuts en live en Finlande le 4 février 2008. L'édition 2008 du Gigantour est lancée peu après, avec 29 dates prévues en Amérique du Nord. Dave Mustaine cherche à raccourcir le lineup permettant à chaque groupe le temps de donner le meilleur d'eux-même. La troisième partie de la tournée présente In Flames, Children of Bodom, Job for a Cowboy, et High on Fire. Megadeth continue la tournée Tour Of Duty en Amérique du Nord et au Mexique entre mai et juin 2008. Une compilation intitulée Anthology: Set the World Afire, présentant des titres en provenance des autres albums de Megadeth, est commercialisé le 30 septembre 2008.

### Endgame(2009–2010)
En février 2009, Megadeth, aux côtés de Testament, prévoit sa participation à la tournée européenne Priest Feast avec Judas Priest. Durant cette période, Metallica, prévu pour Rock and Roll Hall of Fame, invite Dave Mustaine à se joindre à la cérémonie. Cependant, Mustaine informe qu'il ne pourra pas participer au Hall of Fame. Mustaine décline leur offre avec respect, et préfère participer à la tournée avec son groupe et Judas Priest. En avril 2009, Megadeth et Slayer jouent au Canadian Carnage. C'est la première fois qu'ils jouent ensemble en 15 ans. Machine Head et Suicide Silence participent aux quatre dates prévues pour juin.
En mai 2009, Megadeth achève l'enregistrement de son douzième album ; le mois suivant, son titre se révèle être Endgame. Selon Dave Mustaine, le nom de « Endgame » est un hommage au film du même nom, réalisé en 2007 par Alex Jones. La date de sortie de Endgame est annoncée sur le site officiel de Megadeth pour le 9 septembre 2009, et le site de Metal Hammer est le premier à faire la critique de l'album piste par piste. Megadeth entame la tournée Endgame en octobre 2009, et l'achève en décembre la même année. La tournée présente un nombre de groupes dont Machine Head, Suicide Silence et Warbringer. En janvier 2010, Megadeth est prévu pour participer à la tournée American Carnage avec Slayer et Testament, deux groupes très influents de la scène thrash et heavy metal. La tournée se déroule le 18 janvier, mais reporté à la suite d'une opération du dos de Tom Araya. Quelques semaines plus tard, le titre Head Crusher de Megadeth est nommé dans la catégorie « meilleure performance » aux Grammy Awards 2010 ; il s'agit de leur 8e nomination aux Grammy en 19 ans.
En mars 2010, Megadeth participe à leur tournée Rust in Peace 20th Anniversary Tour qui se déroule en Amérique du Nord, avec Testament et Exodus. Pendant cette tournée, Megadeth joue Rust in Peace dans son intégralité, pour célébrer les 20 ans de l'album. En février 2010, avant le déroulement de la tournée Rust in Peace 20th Anniversary Tour, le premier bassiste du groupe, David Ellefson, rejoint Megadeth après huit ans d'absence. Lors d'une entrevue avec le magazine Classic Rock, il explique que le batteur de Megadeth, Shawn Drover, l'a contacté, l'informant du départ de James LoMenzo en commentant « si tu n'as jamais eu du temps pour parler avec Dave [Mustaine], tu en as maintenant. »

### Thirteen(2010–2012)
Megadeth, aux côtés des Metallica, Slayer, et Anthrax, connus ensemble comme les « quatre grands » du thrash metal, acceptent de jouer ensemble en 2010. Ils participent au festival Sonisphere qui se déroule dans nombre de pays européens. Une telle performance, qui s'est déroulée à Sofia, en Bulgarie, a été filmée puis commercialisée en vidéo sous le titre de The Big Four: Live from Sofia, Bulgaria. Cette tournée continue aux États-Unis l'année suivante. Le premier concert se déroule le 23 avril 2011 au Empire Polo Club d'Indio, en Californie, qui, à cette période, est le seul qui s'est déroulé sur le sol américain. Peu après, un second concert se déroule au Yankee Stadium de New York.
En juillet 2010, après la dernière date des « quatre grands », Megadeth et Slayer entament une première apparition au American Carnage Tour, dans lequel Megadeth joue Rust In Peace dans son intégralité, tandis que Slayer joue son album Seasons in the Abyss, commercialisé en 1990. Peu après, ces deux groupes se joignent à Anthrax au début du Jägermeister Music Tour, qui se déroule au printemps 2010. Durant la dernière date du Jägermeister Music Tour, Kerry King se joint à Megadeth sur scène au Gibson Amphitheater d'Hollywood, en Californie, pour jouer le titre classique de Megadeth, Rattlehead, pour la première fois depuis ses apparitions avec Megadeth en 1984. Megadeth et Slayer partagent une nouvelle fois la scène à l'European Carnage Tour entre mars et avril 2011. Megadeth confirme également sa participation à la quatrième édition du festival annuel Rockstar Mayhem, qui se déroule en juillet et en août la même année.
En septembre 2010, Megadeth fait paraître une chanson intitulée Sudden Death pour le jeu vidéo Guitar Hero: Warriors of Rock. La chanson est achetée par les éditeurs de la franchise vidéoludique Guitar Hero, qui cherchaient une piste avec de multiples parties de guitare solo et des paroles sombres. Elle est finalement nommée aux Grammy dans la catégorie « meilleure performance metal » lors de la cérémonie en 2011. Plus tôt le même mois, le groupe fait paraître son album DVD Rust in Peace Live, enregistré au Hollywood Palladium de Los Angeles.
Lors d'une entrevue avec Crypt Magazine en octobre 2010, le batteur Shawn Drover affirme la planification d'un treizième album à venir de Megadeth. Dave Mustaine confirme que Megadeth enregistrera son treizième album au studio Vic's Garage en Californie. Il est annoncé que l'album sera produit par Johnny K, du fait qu'Andy Sneap, producteur des précédents albums de Megadeth, était indisponible. Mustaine révèle par la suite que l'album sera intitulé Thirteen et présentera d'anciennes pistes comme Sudden Death et Never Dead. Le 4 juillet 2011, durant leur concert à Hambourg, en Allemagne, Megadeth joue sa nouvelle chanson issue de son nouvel album, Public Enemy No. 1. Thirteen est commercialisé le 1er novembre 2011, et atteint la 11e place du Billboard 200 ; son principal single, Public Enemy No. 1 est nommé aux Grammy dans la catégorie « meilleure performance rock/metal Performance », mais n'est pas récompensé.
Peu après la sortie de l'album, Dave Mustaine explique qu'après quatre ans d'absence, il y aura une nouvelle tournée Gigantour au début de 2012. Le line-up de la quatrième édition annuelle se compose de Motörhead, Volbeat et Lacuna Coil aux côtés de Megadeth. Après la conclusion d'un nouveau Gigantour, Rob Zombie et Megadeth annoncent neuf dates aux États-Unis pour mai 2012.

### Super Collider(2012-2014)
En septembre 2012, il est annoncé que le groupe devrait de nouveau faire paraître Countdown to Extinction, à l'occasion de ses vingt ans d'existence. Pour marquer l'occasion, Megadeth entame une tournée au printemps 2012 durant laquelle le groupe a joué l'album en live dans son intégralité. Cette performance, filmée au Fox Theater de Pomona (Californie), est commercialisé en tant qu'album live intitulé Countdown to Extinction: Live l'année suivante. En décembre 2012, une autre piste de Thirteen, Whose Life (Is It Anyways?), est nommé dans la catégorie « meilleure performance rock/metal » à la 55e édition des Grammy Awards, mais perd face à Love Bites (So Do I) de Halestorm.
En août 2012, le groupe révèle son retour en studio avec le producteur Johnny K pour y enregistrer son quatorzième album. En décembre 2012, Dave Mustaine révèle que l'album est presque achevé et déjà listé. En 2013, Megadeth se sépare de Roadrunner Records pour le label de Mustaine, Tradecraft, dirigé par Universal Music Group,. L'album, intitulé Super Collider, est commercialisé le 4 juin, et débute à la sixième place du Billboard 200, la plus haute position du groupe depuis Youthanasia en 1994. Les critiques de l'album, cependant, ont été largement négatives.
Peu après la sortie de Super Collider, Mustaine révèle avoir pensé à l'enregistrement d'un quinzième album Megadeth. Selon lui, cette motivation serait causée par le décès du guitariste Jeff Hanneman, du groupe Slayer, ce qui lui a donné un certain sens de mortalité. Mustaine explique : « nous irons prochainement en studio pour exorciser notre futur album » et « Vous savez, la vie est courte. Personne ne sait combien de temps il nous reste à vivre. Vous voyez ce qui est arrivé à Jeff Hanneman, alors j'écrirais autant que je pourrai, aussi longtemps que je pourrai. »
En novembre 2014, Chris Broderick et Shawn Drover annoncent leur départ du groupe,.

### Dystopia(2015-2019)

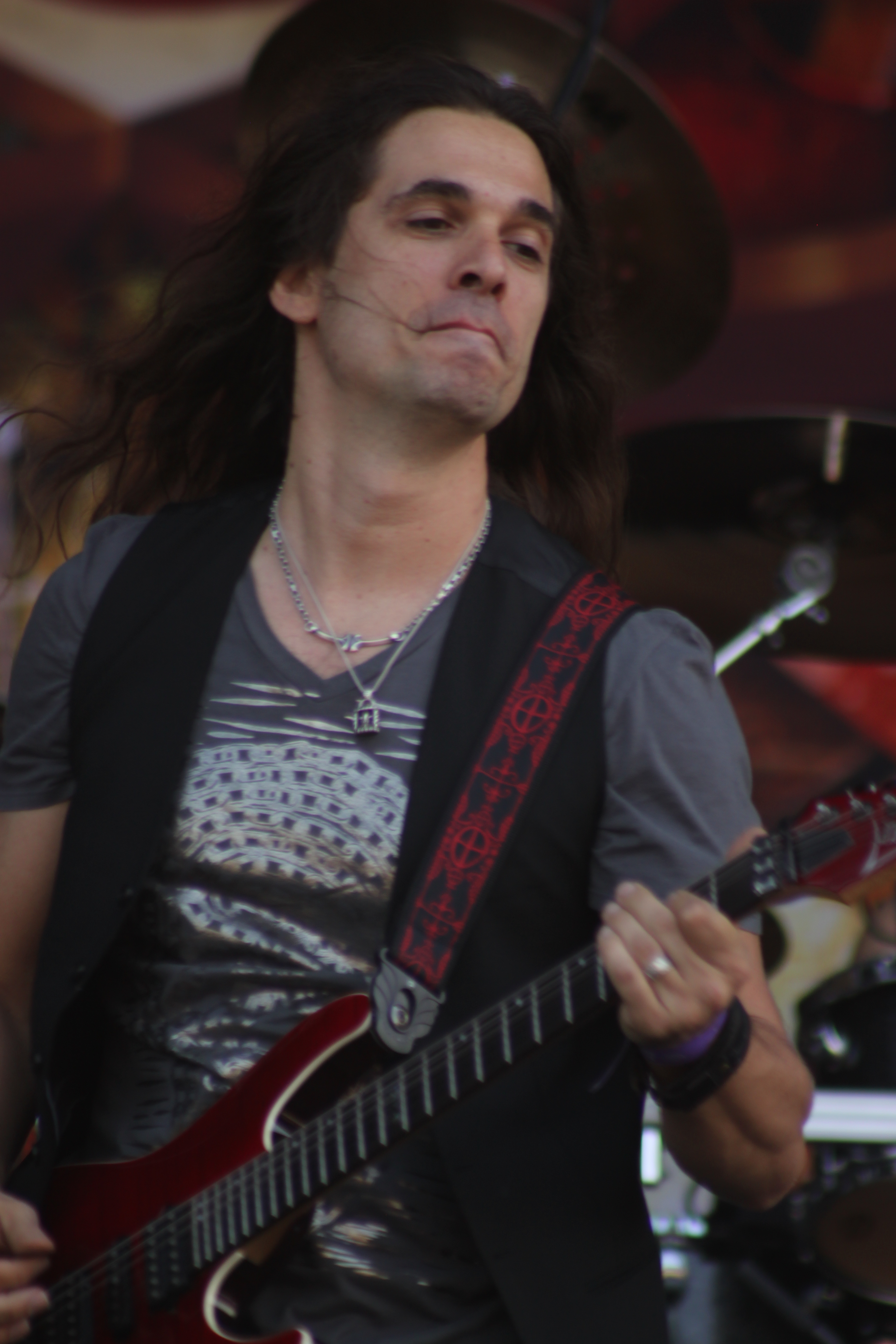
Kiko Loureiro, ancien guitariste d'Angra, rejoint Megadeth en avril 2015.

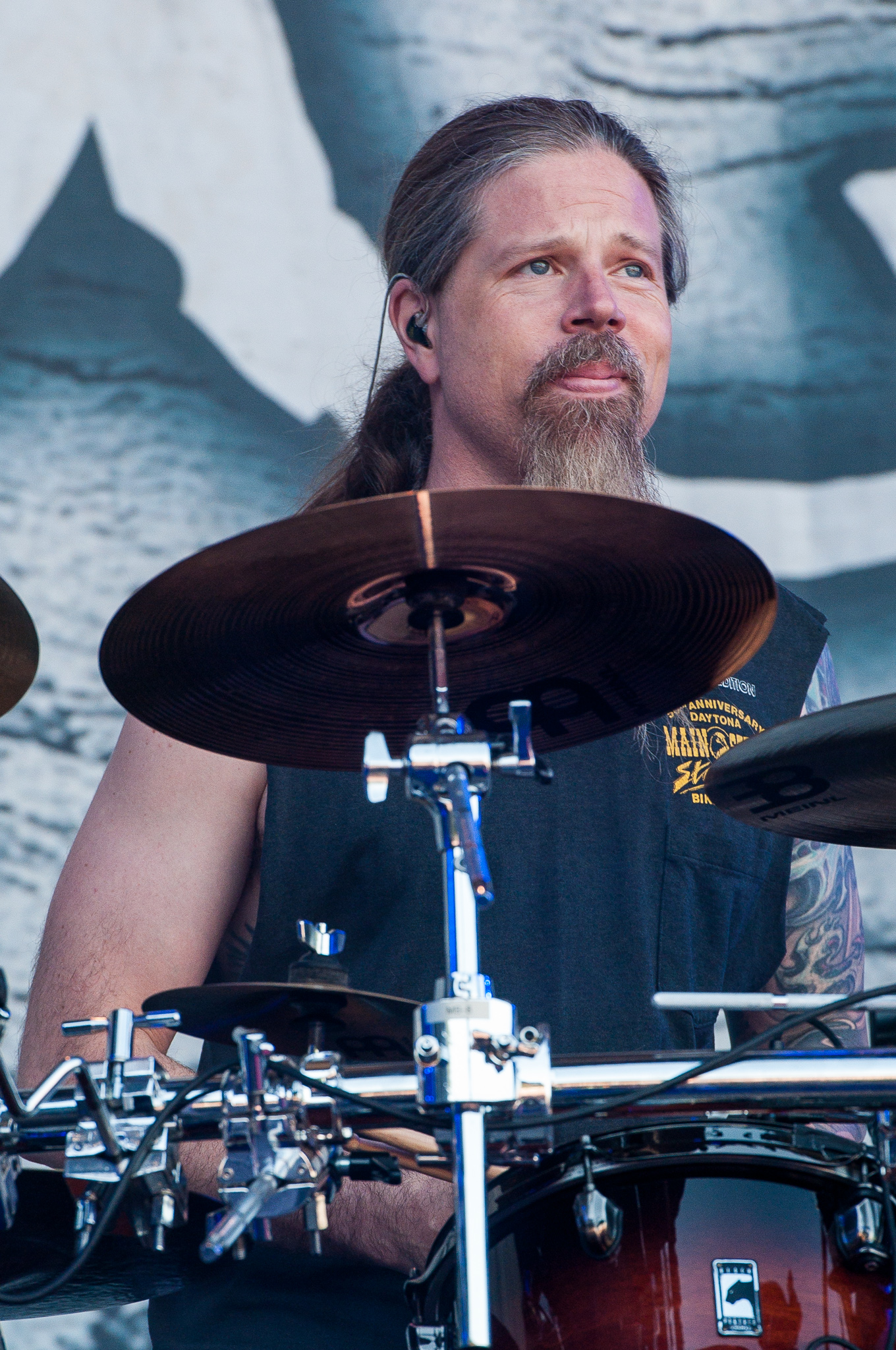
Chris Adler en 2015.

En avril 2015, Megadeth annonce l'arrivée de Kiko Loureiro, l'ancien guitariste d'Angra, comme guitariste lead au sein du groupe. Cette annonce suit l'arrivée du batteur Chris Adler, batteur de Lamb of God, comme membre intérimaire en vue de l'enregistrement d'un nouvel album et des tournées qui suivront.
L'album Dystopia est sorti le 22 janvier 2016.
Chris Adler n'étant pas toujours disponible pour tourner avec le groupe, il est d'abord remplacé ponctuellement par Tony Laureano (Malevolent Creation, Nile). En 2016 Adler décline la proposition de Mustaine de devenir le nouveau batteur permanent du groupe. En mai 2016 Megadeth fait appel, sur les conseils d'Adler, au batteur de Soilwork, Dirk Verbeuren, pour une série de concerts (dont le Hellfest et les éditions française et anglaise du Download Festival). À la mi-juillet, ce dernier devient un membre officiel du groupe.

### The Sick, the Dying... and the Dead! (2020-2024)
Début juin 2020, Megadeth est entré en studio pour débuter l'enregistrement de l'album qui succédera à Dystopia.
Le 24 mai 2021, le groupe annonce sur les réseaux sociaux sa séparation de David Ellefson, dans la tourmente depuis le début du mois à cause d'une polémique de cyberpornographie.

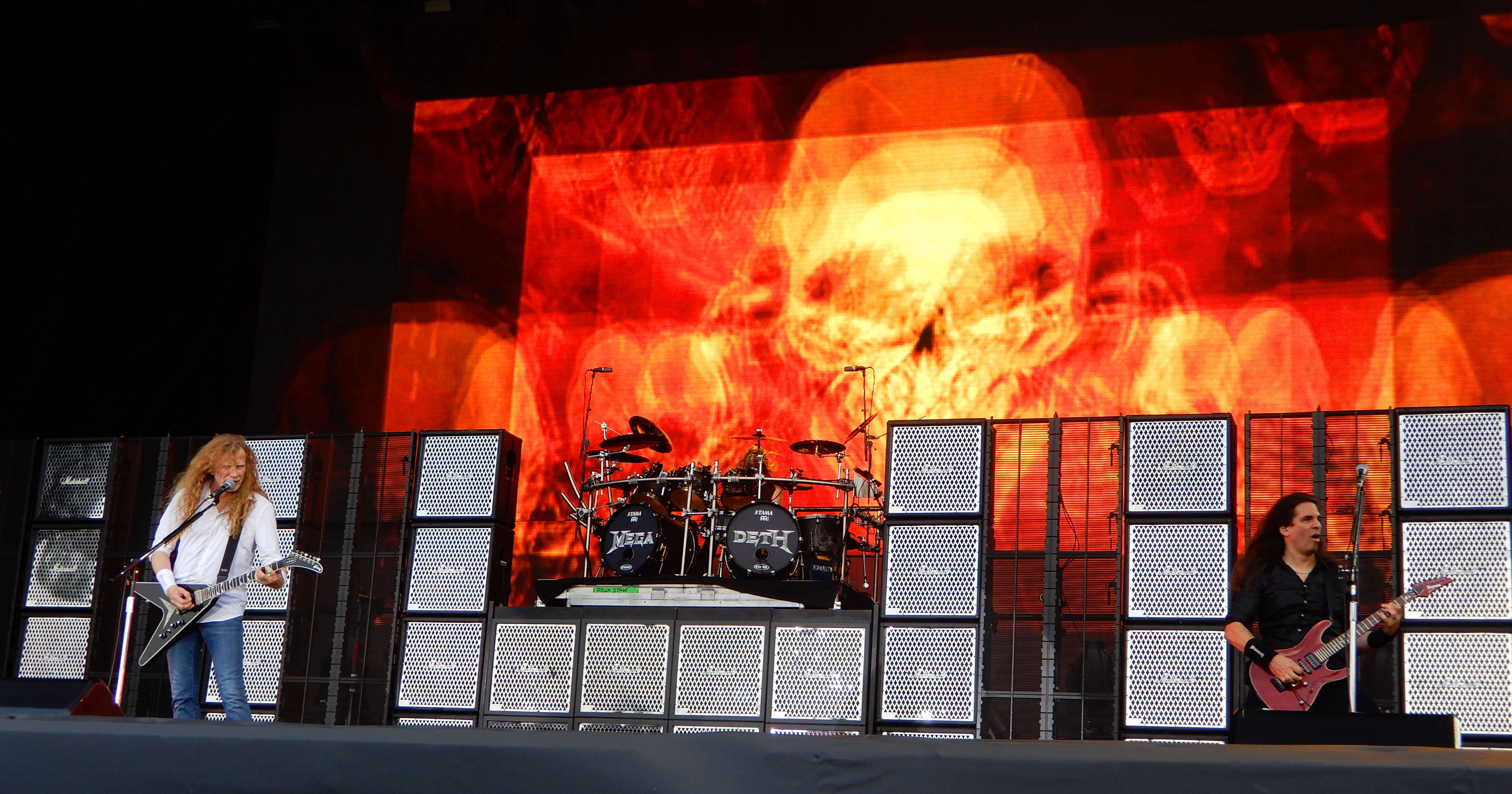
Megadeth au Hellfest 2022.

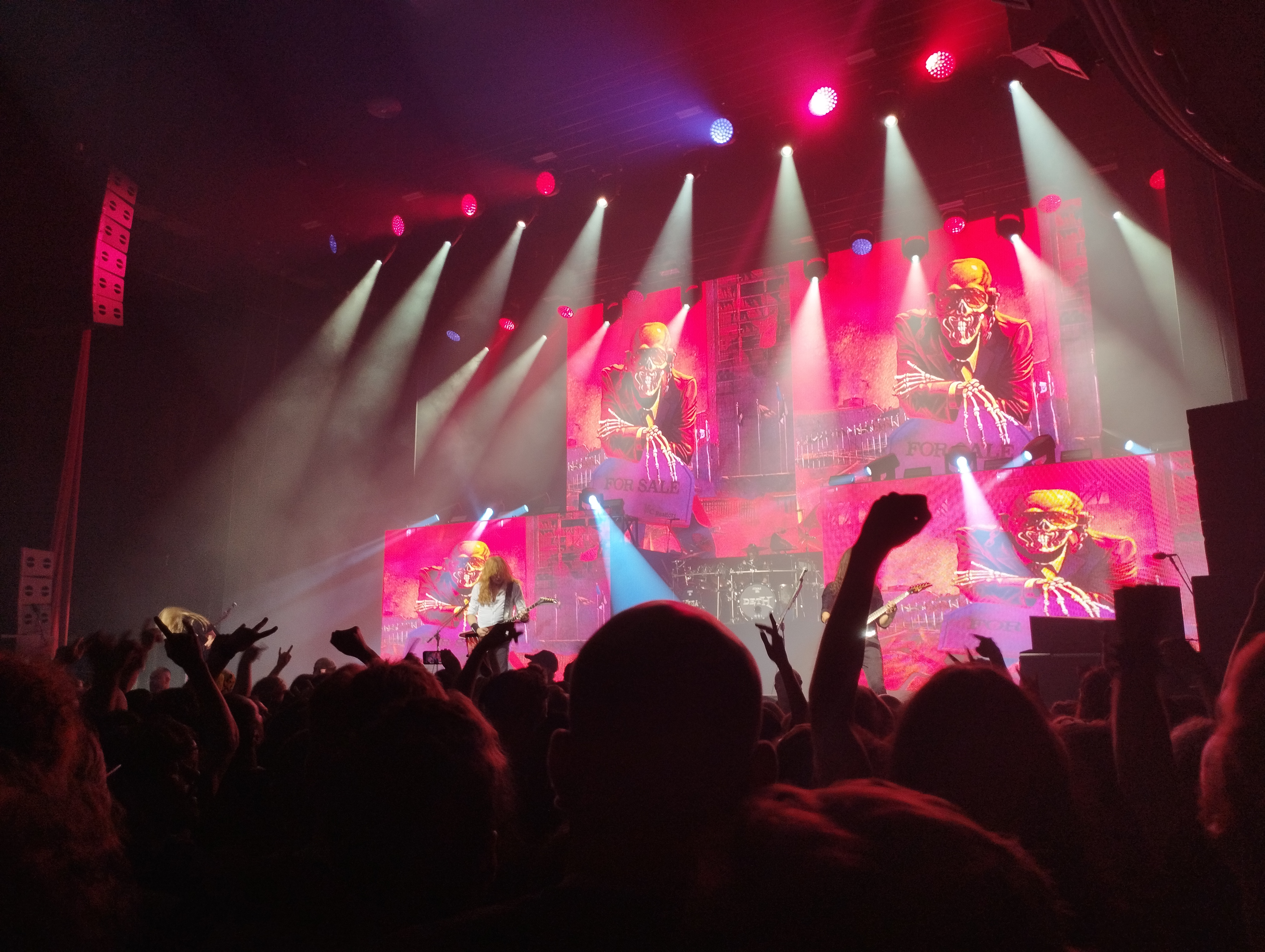
Megadeth en concert à l'Olympia, le 22 août 2023.

En août, Dave Mustaine annonce que Megadeth fera sa prochaine tournée annuelle aux côtés du bassiste James LoMenzo, qui avait joué dans le groupe de 2006 à 2010.
Leur seizième album, The Sick, the Dying... and the Dead!, sort le 2 septembre 2022. Une nouvelle tournée accompagne la sortie de cet opus, passant notamment par l'Olympia de Paris le 22 août 2023 ainsi qu'au Hellfest 2024. En 2023, le guitariste du groupe depuis 2015, Kiko Loureiro quitte Megadeth et se fit remplacé par Teemu Mäntysaari, de Wintersun.

### Ultime album studio (depuis 2025)
En 2025, le groupe annonce travailler sur son dix-septième album studio, et signe un contrat avec Frontiers Label Group. Cet album sera le premier à présenter le guitariste Teemu Mäntysaari, qui a succédé à Kiko Loureiro parti en 2023. Un peu plus tard, la formation déclare avoir débuté les enregistrements vocaux. En août 2025, Megadeth annonce par l'intermédiaire d'une vidéo intitulée "The End Is Near" (en français "La Fin Est Proche") sur les réseaux sociaux que la sortie de leur prochain album est prévue pour début 2026, et sera suivie d'une tournée d'adieu mondiale, signant ainsi la fin de plus de 40 ans de carrière.

## Discographie

### Albums studio
- 1985 : Killing Is My Business... and Business Is Good!
- 1986 : Peace Sells... but Who's Buying?
- 1988 : So Far, So Good... So What!
- 1990 : Rust in Peace
- 1992 : Countdown to Extinction
- 1994 : Youthanasia
- 1997 : Cryptic Writings
- 1999 : Risk
- 2001 : The World Needs a Hero
- 2004 : The System Has Failed
- 2007 : United Abominations
- 2009 : Endgame
- 2011 : Th1rt3en
- 2013 : Super Collider
- 2016 : Dystopia
- 2022 : The Sick, the Dying... and the Dead!
- 2026 : The End Is Near

## Membres

### Membres actuels
- Dave Mustaine – chant, guitare (1983–2002, depuis 2004)
- Dirk Verbeuren – batterie (depuis 2016)
- James LoMenzo – basse (2006–2010, depuis 2021)
- Teemu Mäntysaari - guitare (depuis 2023)

### Anciens membres
- David Ellefson – basse, chant secondaire (1983–2002, 2010-2021)
- Kerry King – guitare (1983-1984)
- Lee Rausch– batterie (1983-1984)
- Gar Samuelson –  batterie (1984–1987) (décédé le 14 juillet 1999)
- Chris Poland – guitare (1984–1987) (2004)
- Jay Reynold– guitare (1987)
- Chuck Behler – batterie(1987–1989)
- Jeff Young – guitare (1987–1989)
- Nick Menza † – batterie (1989–1998) (décédé le 21 mai 2016)
- Marty Friedman – guitare (1990–1999)
- Jimmy DeGrasso – batterie (1998–2002)
- Al Pitrelli – guitare (1999–2002)
- Glen Drover – guitare (2004–2008)
- James MacDonough – basse (2004–2006)
- Shawn Drover– batterie, percussion (2004–2014)
- Chris Broderick– guitare, chant secondaire (2008–2014)
- Chris Adler - batterie (2015-2016, membre intérimaire)
- Kiko Loureiro - Guitare (2015-2023)

## Dans la culture populaire
Le groupe est apparu, mentionné ou parodié dans plusieurs œuvres de la culture populaire :
- Dans l’univers de bande dessinée japonaise Yū Yū Hakusho, l’un des personnages principaux (Kazuma Kuwabara) et sa bande de caïds lycéens obtiennent des places pour le concert de leur groupe de musique favori, décrit dans l’adaptation animée[107] avec ferveur par l’intéressé comme « les dieux du heavy metal » (「ヘビメタの神」?) : le groupe étranger « Megallica » (メガリカ?), clin d’œil parodique conjoint avec l’ancien groupe de Dave Mustaine (Metallica)[108] ;
- un clin d’œil au groupe est fait dans l’univers de la série d’animation étasunienne Les Simpson à travers un « diePOD », appareil euthanasique fictif parodiant l’iPod, dont la dernière des options affichées indique « Megadeath » (en français « Méga-mort »)[109].